# Booster Bike
Booster Bike is een stalen motorfietsachtbaan met lancering in het Nederlandse Attractiepark Toverland.
Booster Bike werd geopend op 27 juli 2004 waarna Toverland een primeur had met de eerste motorfietsachtbaan ter wereld. De fabrikant van de achtbaan is de door de Nederlandse attractiebouwer Vekoma op het lanceergedeelte na. Deze is gerealiseerd door Huisman-Itrec. Tijdens de 68 seconden durende rit legt de trein een afstand van 600 meter af en wordt een snelheid behaald van 75 km/u. Deze snelheid wordt aan het begin van de rit behaald in een tijdsbestek van 2,8 seconden.
De achtbaan valt op door zijn volledig groene kleur en zitplaatsen. De zitplaatsen zijn geen stoelen, maar motorfietsen. Hierdoor bevinden de veiligheidsbeugels zich op een andere locatie zoals de bovenbenen en rug. Op de trein bevinden zich zestien motoren verdeeld over acht rijen. De gehele achtbaan kent één trein.

## Afbeeldingen

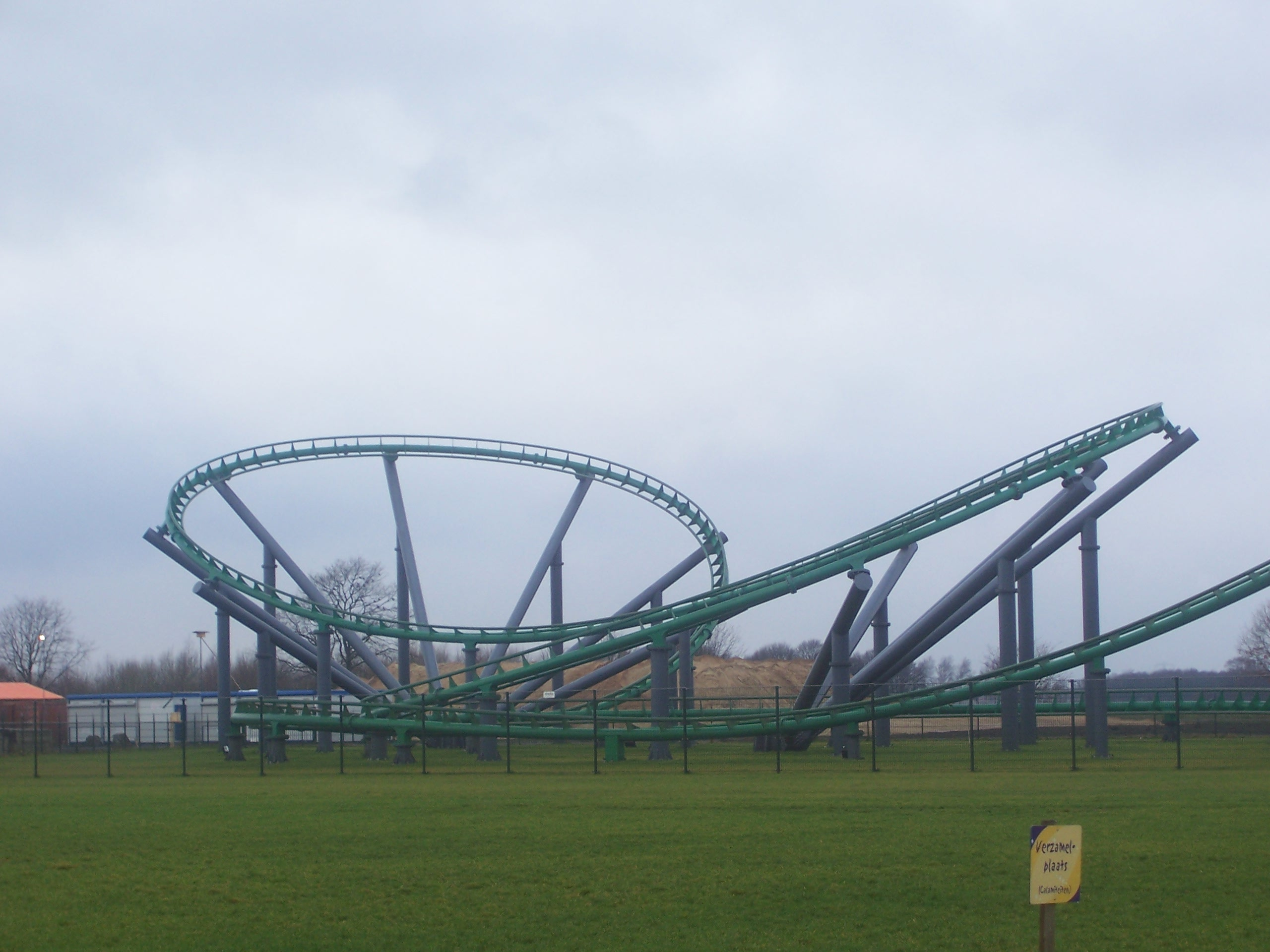
Overzicht van het traject (juni 2007)
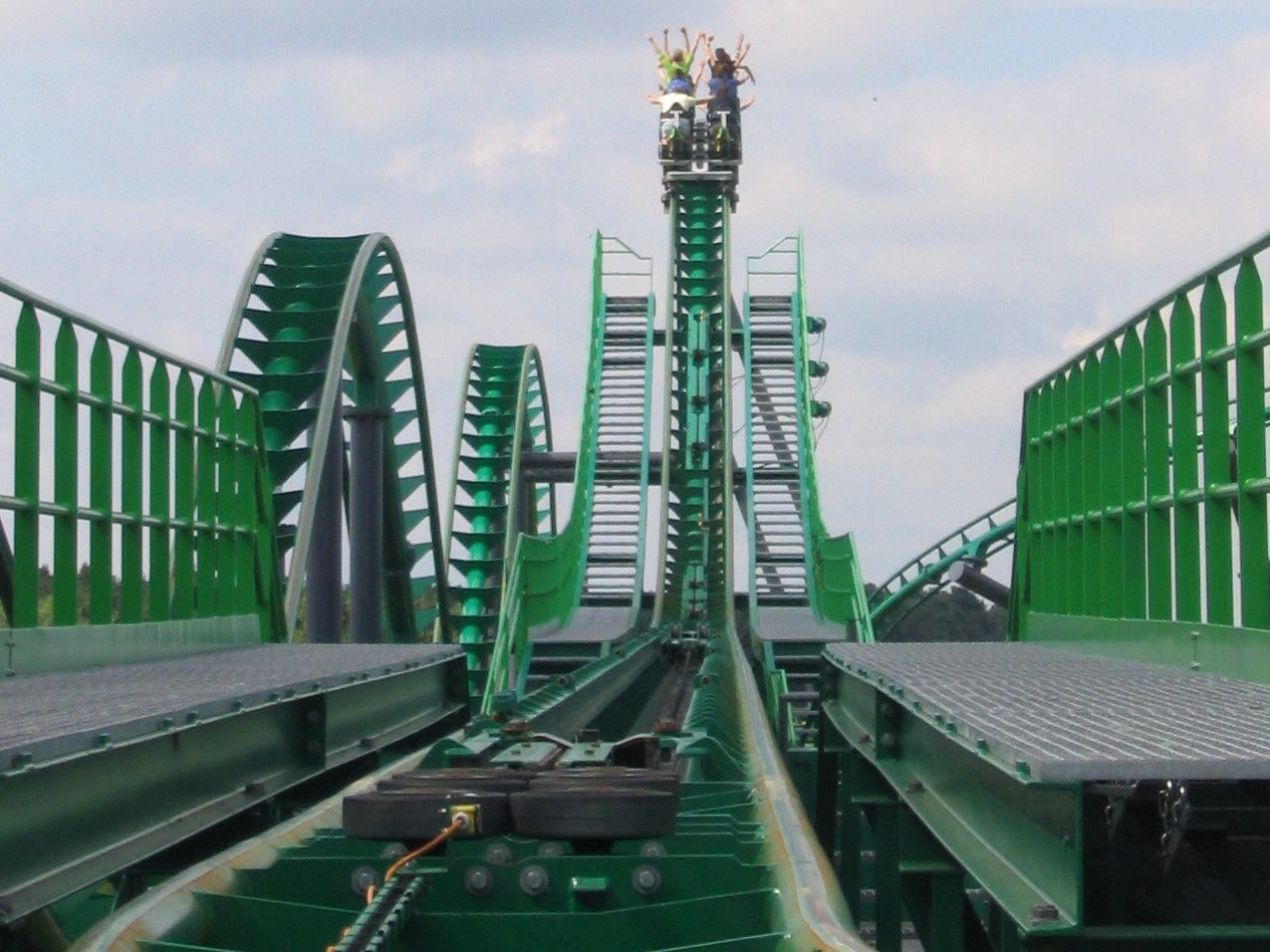
Lanceergedeelte (juli 2006)
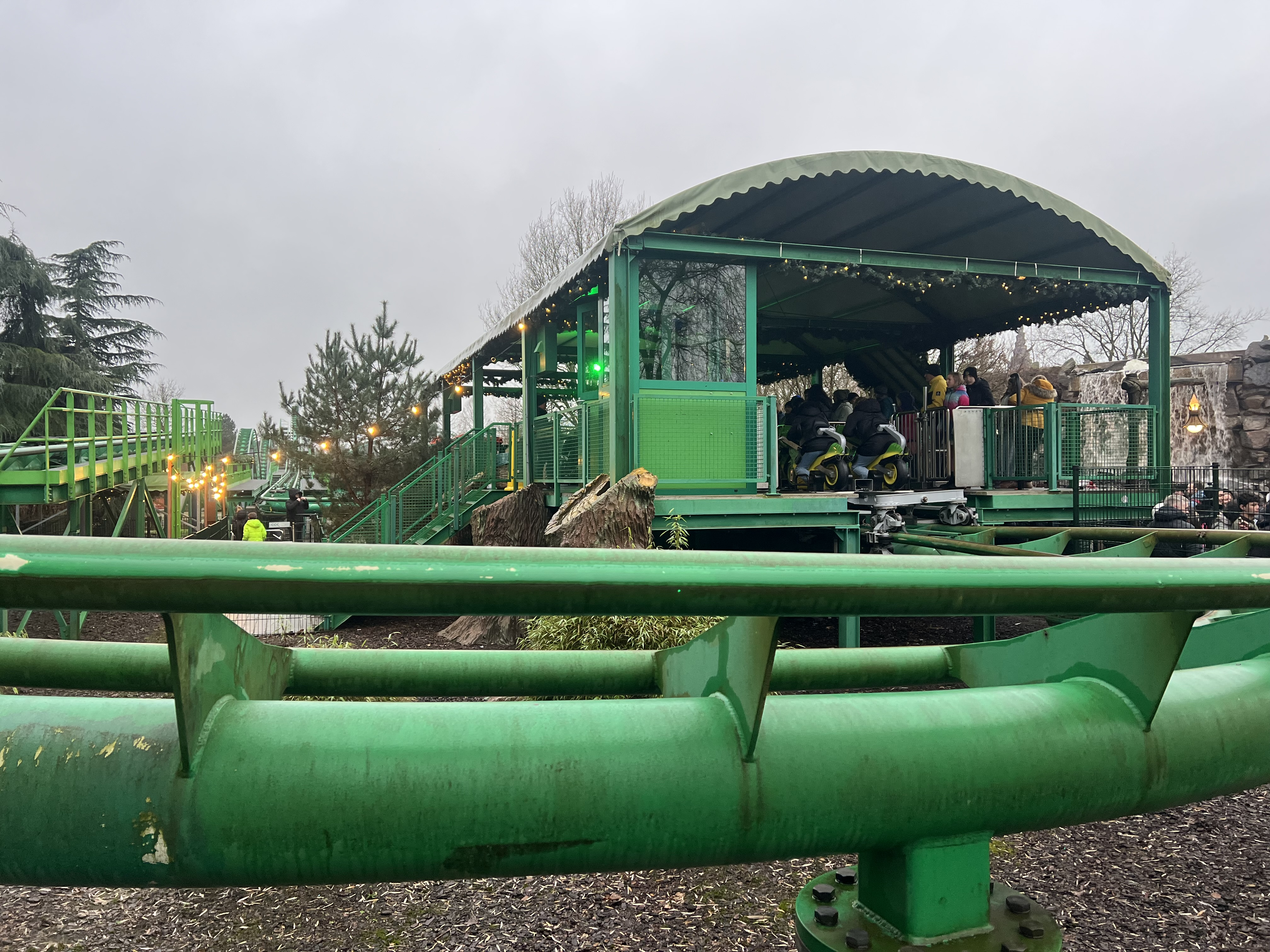
Het station (december 2024)
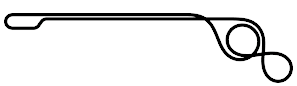
Schematisch overzicht van het traject.
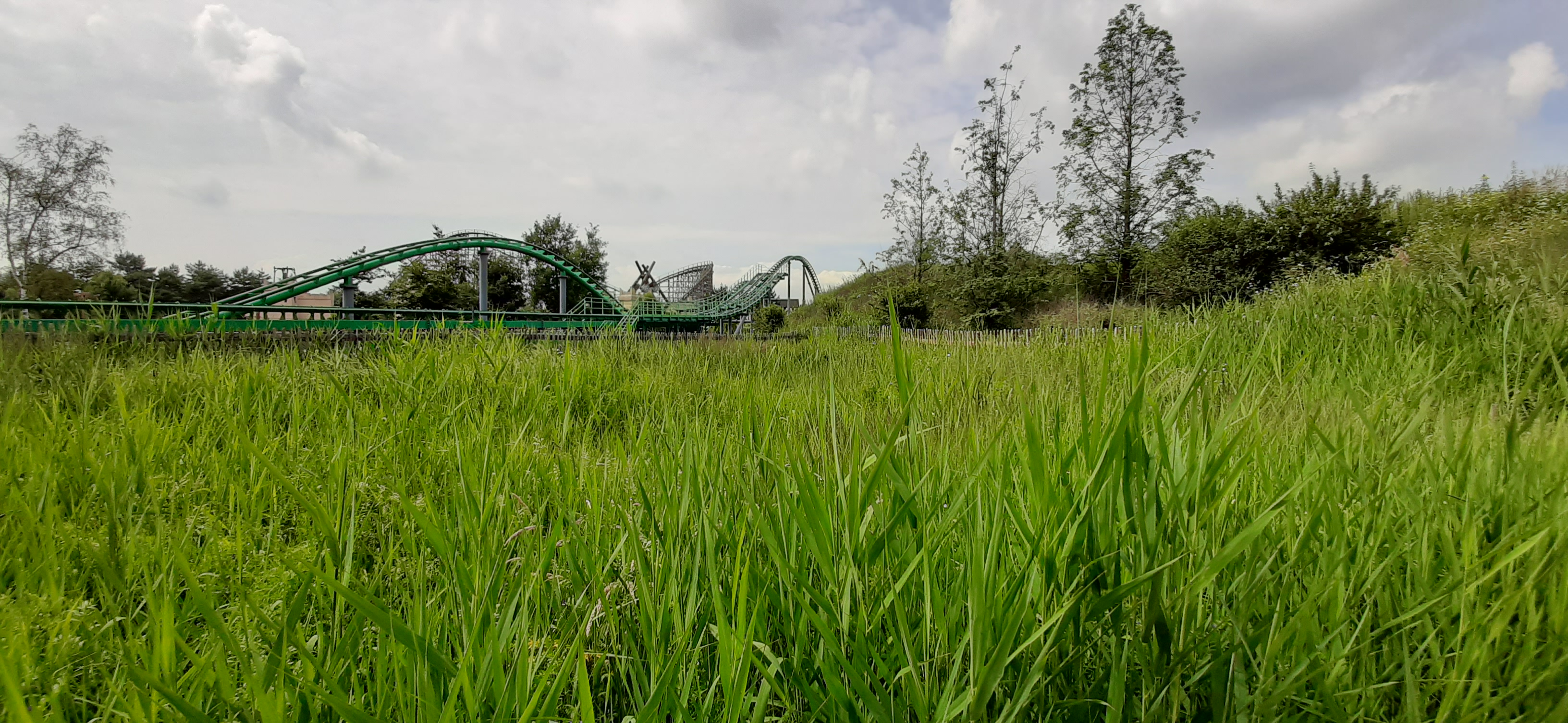
De baan ligt gecamoufleerd tussen het groen (juni 2020)
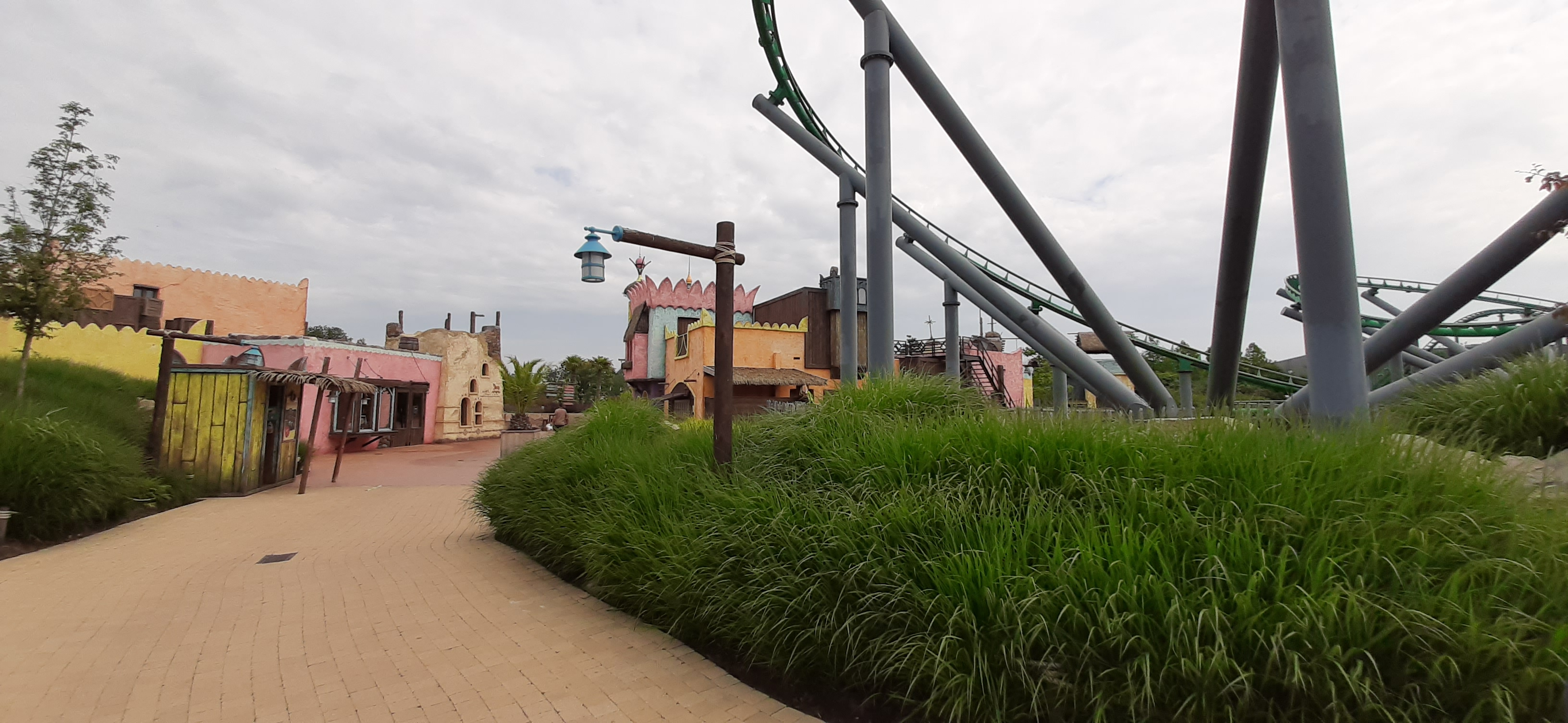
Het westelijk traject ligt tegen Port Laguna aan (juni 2020)
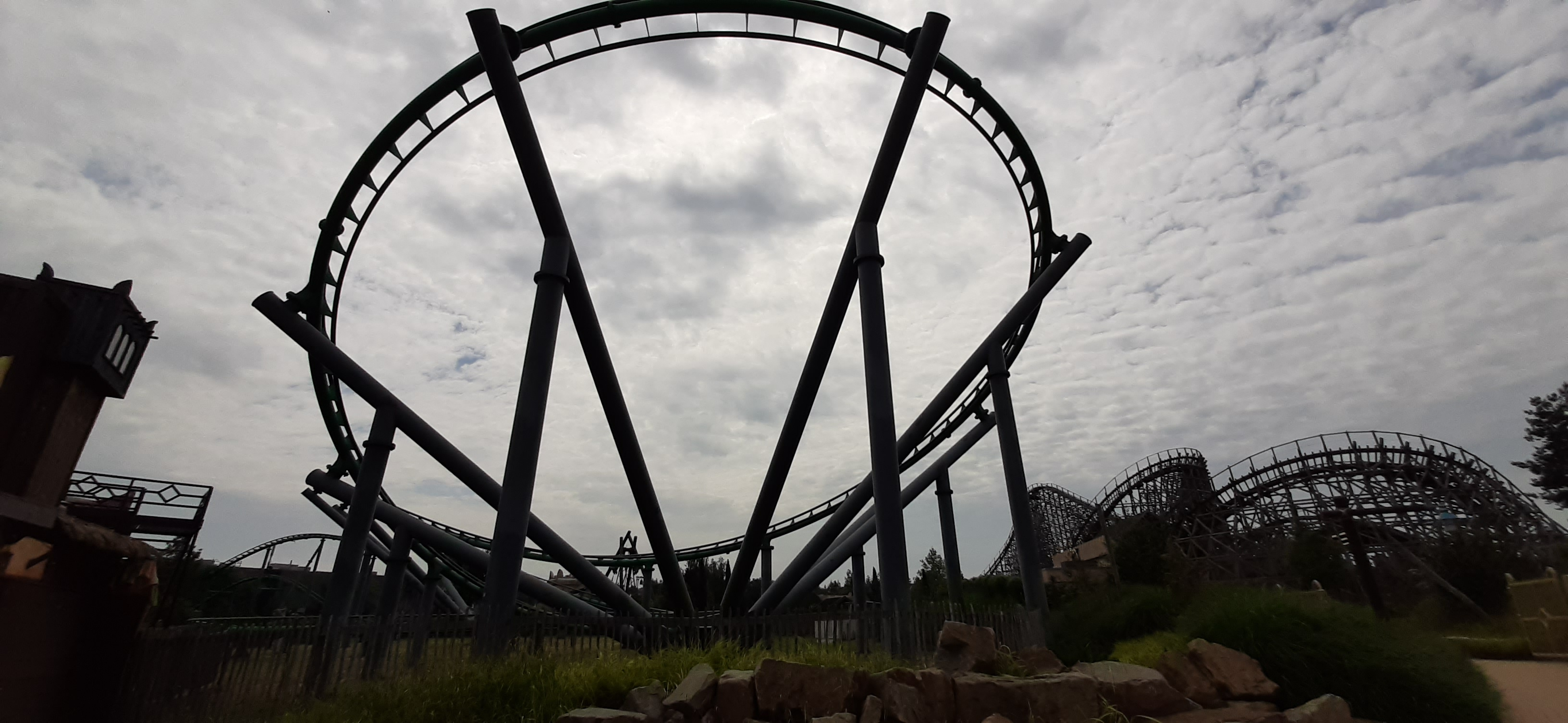
Helix in de baan (juni 2020)
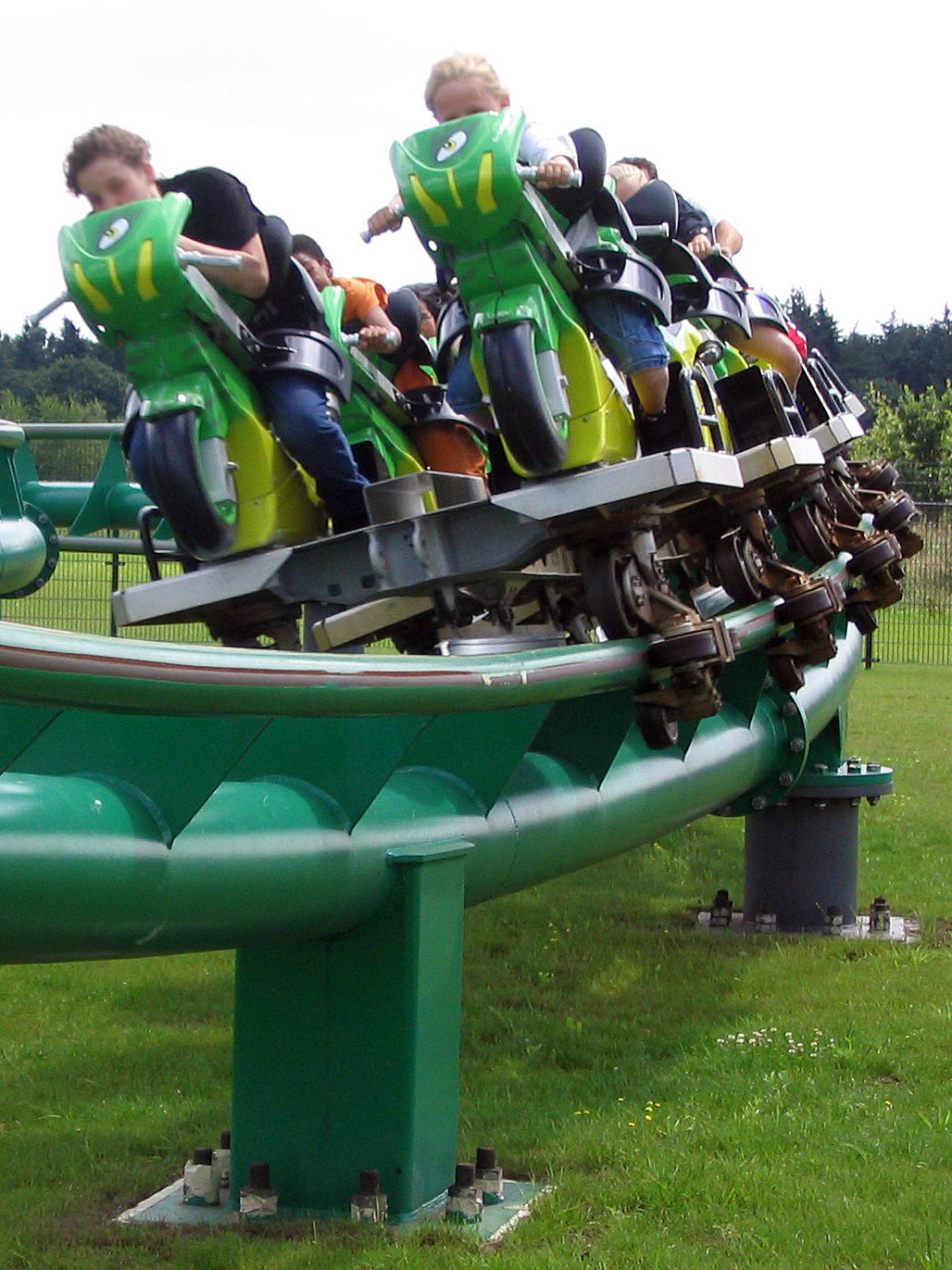
Detailopname van de voertuigen (juli 2005)
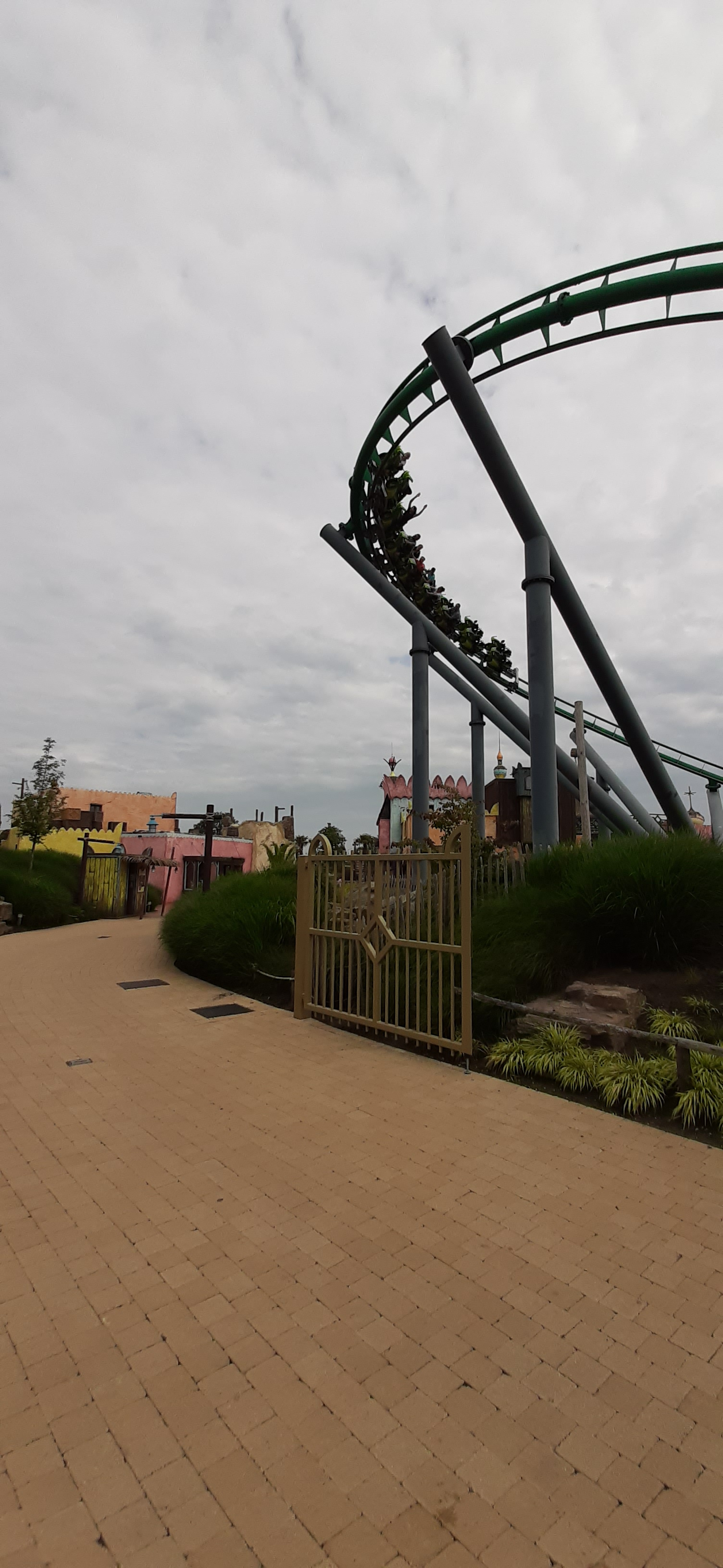
Kijkend vanaf het wandelpad tussen Port Laguna en Ithaka (juni 2020)

## Trivia
- Tijdens de bouw was er vertraging opgelopen voor de opening van het seizoen 2004. Daarom werd er tijdelijk Wilde Maus op deze plaats in gebruik genomen.

Lijst van attracties in Attractiepark Toverland · Afbeeldingen